# Llorente (Eastern Samar)
Llorente ist eine philippinische Stadtgemeinde in der Provinz Eastern Samar. Sie hat 20.149 Einwohner (Zensus 1. August 2015).

## Baranggays
Llorente ist politisch in 33 Baranggays unterteilt.
| - Antipolo - Babanikhon - Bacayawan - Barobo - Burak - Can-ato - Candoros - Canliwag - Cantomco - Hugpa - Maca-anga | - Magtino - Mina-anod - Naubay - Piliw - Barangay 1 (Pob.) - Barangay 2 (Pob.) - Barangay 3 (Pob.) - Barangay 4 (Pob.) - Barangay 5 (Pob.) - Barangay 6 (Pob.) - Barangay 7 (Pob.) | - Barangay 8 (Pob.) - Barangay 9 (Pob.) - Barangay 10 (Pob.) - Barangay 11 (Pob.) - Barangay 12 (Pob.) - San Jose - San Miguel - San Roque - So-ong - Tabok - Waso |